# Наварро Хименес, Сильвия
Сильвия Наварро Хименес (исп. Silvia Navarro Jiménez, родилась 20 марта 1979 года в Валенсии) — испанская гандболистка, вратарь команды «Ремудас» и женской сборной Испании; бронзовый призёр Олимпийских игр 2012 года и чемпионата мира 2011 года, серебряный призёр чемпионата Европы 2014 года.

## Карьера

### Клубная
Выступала ранее в командах «Сагунто», «Ферробус Мислата» и «Ичако». В мае 2012 года перешла в румынский «Ольтхим» (Рымнику-Вылка) вслед за одноклубницей Александриной Кабраль Барбосой. С 2013 года представляет «Ремудас».

### В сборной
Выступает за сборную с 1998 года. Провела за команду более 180 матчей.
На чемпионате Европы 2010 года (11-е место) вошла в Топ-10 голкиперов с рейтингом сейвов в 39%. На чемпионате мира 2011 года Испания завоевала бронзовую медаль, а Наварро снова попала в Топ-10 вратарей с результатом уже в 46%. На Олимпийских играх 2012 года Испания завоевала бронзовые награды, а Сильвия попала в символическую сборную. В 2014 году Сильвия взяла и награду на чемпионате Европы (серебряные медали).

## Достижения

### Клубные
- Победительница Кубка ЕГФ: 2009
- Финалистка Лиги чемпионов ЕГФ: 2011

### В сборной
- Бронзовый призёр Олимпийских игр: 2012
- Бронзовый призёр чемпионата мира: 2011
- Серебряный призёр чемпионата Европы: 2014

### Личные
- Лучший вратарь Карпатского кубка: 2013[7]
- Бронзовая медаль Королевского ордена спортивных заслуг[8]